# Lady in the Water
Lady in the Water è un film del 2006 scritto, prodotto, diretto e interpretato da M. Night Shyamalan, ispirato ad una fiaba che lo stesso regista aveva scritto per raccontarla ai suoi figli.

## Trama
Filadelfia, residence The Cove. Insospettito dal continuo uso della piscina condominiale nelle ore notturne da parte di sconosciuti, il solitario e balbuziente custode Cleveland Heep, un ex medico che, dopo aver perso moglie e figli massacrati da un delinquente introdottosi nella loro casa, ha deciso di chiudersi in sé stesso riversando i propri pensieri in un diario, si apposta per sorprendere il trasgressore. Finisce, tuttavia, col cadere in acqua privo di sensi e venire salvato da una misteriosa ragazza dalla pelle diafana, gli occhi azzurri e i capelli rossi. 
Costei, che si chiama Story, in realtà è una Narf - creatura acquatica proveniente dal "Mondo Azzurro" ("Blue World" in originale) - ed è emersa dalle acque della piscina per incontrare un "tramite" ("vessel") e aiutarlo a terminare il suo libro, giacché questo sarà di primaria importanza per la formazione della coscienza di un particolare giovane, il cui operato è destinato a migliorare il destino dell'umanità. Il compito di Story, però, non è semplice. Infatti, uno Scrunt - malvagia belva dalle sembianze di lupo dal manto erboso - sta cercando di ucciderla prima che riesca a tornare a casa sull'aquila Eatlon.
Aiutata da Cleveland che, interpellati tutti i condòmini, ha identificato lo scrittore in Vick Ran, un altro giovane che vive con la sorella Anna, Story svolge il suo compito - comunicare a Vick l'importanza del suo libro e che morirà a causa del suo contenuto - e poi si appresta a tornare a casa sull'aquila Eatlon. Dopo essere stata aggredita dallo Scrunt, tuttavia, si rifugia nuovamente da Cleveland, il quale perde la propria balbuzie quando si trova con lei. È così che l'uomo, grazie ai racconti dell'inquilina coreana Mrs. Choi e di sua figlia Young-Soon, scopre come curare Story dalle sue ferite e che gli Scrunt non aggrediscono le Narf mentre stanno tornando a casa, poiché questo farebbe infuriare i tre Tartutik - creature degli alberi che regolano la giustizia nel Mondo Azzurro -, a meno che la Narf in questione non sia una Madam Narf - una Narf molto potente e importante. Per aiutarla, dovrà individuare quattro figure di supporto: un "difensore" ("guardian"), che dovrà proteggere la Narf dallo Scrunt, un "indovino" ("symbolist"), che dovrà leggere i segnali, un "guaritore" ("healer"), che dovrà curare la Narf se necessario, e un "sodalizio" ("guild"), un gruppo di persone che dovrà fare da tramite.
Dopo aver curato Story, imbeccato dall'arrogante Harry Farber, nuovo inquilino che si ritiene un esperto di trame, Cleveland identifica in sé stesso il "difensore"; nell'amante degli animali Mrs. Bell la "guaritrice", nell'esperto di cruciverba Mr. Dury un "indovino", e in cinque amici il "sodalizio". L'uomo li mette così a conoscenza della strana storia e tutti, desiderosi di lasciare le loro anonime esistenze, decidono di collaborare per la buona riuscita della missione di Story. È così che, dopo che Cleveland viene quasi ucciso dallo Scrunt e scoprendo in tal modo di non essere il difensore, Mr. Dury, leggendo i segni del suo cruciverba, suggerisce di organizzare una grande festa per distrarre lo Scrunt, e permettere a Story di salire su Eatlon. Il trucco non riesce e la bestia attacca Story ferendola a morte. Neanche Mrs. Bell riesce a salvarla.
Intuito che le persone scelte non sentono che quello affidatigli sia lo scopo della loro vita, e che quindi  Farber, ucciso dallo Scrunt, si era sbagliato su tutto, il gruppo comprende che Mr. Dury non è un "indovino", ma lo è suo figlio Joey. Il quale, leggendo le scatole dei cereali, rivela che per salvare Story è necessario che la "guaritrice", aiutata dal "sodalizio", che consiste in 7 sorelle, e al cospetto di un uomo che non ha segreti e uno la cui opinione è molto rispettata, conduca una cerimonia di guarigione. Cleveland capisce in questo modo che le sette sorelle sono le 5 figlie di Mr. Perez, Young-Soon (ha una sorella che ha sposato un dentista) e Anna, l'uomo senza segreti è il marito della pettegola Mrs. Bubchik e colui la cui opinione è molto rispettata è Mr. Leeds. Il rito però non funziona neanche questa volta, da ciò si deduce che il "guaritore" sia in realtà proprio Cleveland. Con Story tra le braccia e le mani delle 7 sorelle sulle spalle, Cleveland parla ai cari che ha perso e, finalmente, Story riprende vita. 
A Story non resta che salire su Eatlon, così il gruppo intero la scorta sotto la pioggia. Prima che possa partire, tuttavia, lo Scrunt li attacca, rivelando che il "difensore" sia Reggie, uno strano inquilino che, pur di essere speciale, ha deciso di sviluppare solo i muscoli di braccio e gamba destri; mentre Reggie doma lo Scrunt fissandolo e dagli alberi scendono i tre Tartutik che lo puniscono, Eatlon arriva a prendere Story, la quale vola via sotto gli occhi esterrefatti dei residenti.

## Colonna sonora
La colonna sonora è stata composta da James Newton Howard. Ha vinto il premio IFMCA Award come miglior colonna sonora dell'anno 2006, miglior colonna sonora per un film fantasy/fantascientifico/horror e per il miglior singolo The Great Eatlon. Le ultime 4 tracce sono cover di Bob Dylan riproposte dai A Whisper in the Noise, Amanda Ghost e i Silvertide.
1. Prologue – 2:52
2. The Party – 6:40
3. Charades – 5:50
4. Ripples in the Pool – 1:49
5. The Blue World – 4:25
6. Giving the Kii – 1:49
7. Walkie Talkie – 2:08
8. Cereal Boxes – 2:33
9. Officer Jimbo – 3:31
10. The Healing – 4:03
11. The Great Eatlon – 4:41
12. End Titles – 1:43
13. The Times They Are A-Changin' – 5:59 – A Whisper in the Noise
14. Every Grain of Sand – 4:15 – Amanda Ghost
15. It Ain't Me Babe – 3:46 – Silvertide
16. Maggie's Farm – 3:36 – Silvertide

## Accoglienza
Il film è una riflessione sullo scopo delle persone nella vita, con finale a sorpresa, tecnica che ricorre in tutti i film del regista. Il film è stato un flop ai botteghini italiani e anche a quelli americani con grande sorpresa da parte del regista e ovviamente dei finanziatori, per un film costato intorno ai 75 milioni di dollari. La critica inoltre non ha gradito l'opera che ha ricevuto durante l'edizione dei Razzie Awards 2006 due nomination come Peggior film, Peggior sceneggiatura per M. Night Shyamalan e due vittorie per il Peggior attore non protagonista per M. Night Shyamalan e Peggior regista per M. Night Shyamalan.
Il critico e studioso David Bordwell ha dedicato un saggio al film, intitolato Hearing Voices, in cui evidenzia come Shyamalan utilizzi la fiaba per riflettere sul ruolo dell'autore e sul potere della narrazione. Bordwell osserva che la storia presenta un uso marcato della metanarrazione: i personaggi diventano consapevoli del proprio ruolo all’interno della fiaba e si affidano a un "critico cinematografico" come figura ironica per decifrare la trama. Secondo Bordwell, il film si pone come un'allegoria del processo creativo, in cui Shyamalan si rappresenta implicitamente come guida spirituale e narratore. Pur riconoscendo la natura ambiziosa del progetto, Bordwell nota come questa scelta abbia diviso la critica e il pubblico, generando reazioni contrastanti.